# Lobanilia luteobrunnea
Lobanilia luteobrunnea là một loài thực vật có hoa trong họ Đại kích. Loài này được (Baker) Radcl.-Sm. mô tả khoa học đầu tiên năm 1989.